# Galiarda

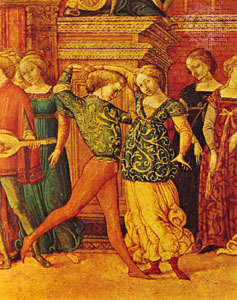
Galiarda

Galiarda (wł. gagliarda) – renesansowy taniec dworski oraz forma muzyczna stosowana w muzyce późnego renesansu i baroku .
Galiarda pochodzi z Włoch lub Francji. Zazwyczaj posiada metrum trójdzielne, szybkie tempo, jest tańcem żywym i skocznym. Ma również budowę trzyczęściową (rzadziej dwu-), prostą fakturę akordową i nieskomplikowany rytm.
Zgodnie z praktyką łączenia tańców, wywodzącą się jeszcze z muzyki ludowej, galiarda następowała po tańcach w parzystym metrum (takich jak pavana, passamezzo czy basse danse) i pełniła funkcje podobną jak saltarello.
W twórczości m.in. J.H. Scheina czy P. Peuerla para złożona z pavany i galiardy (pokrewnych melodycznie), stała się zaczątkiem suity wariacyjnej. Od połowy XVI wieku galiarda była stosowana również jako forma samodzielna (m.in. William Byrd, Orlando Gibbons, Giovanni Battista Vitali, Maurizio Cazzati).